# Cantonul Recey-sur-Ource
Cantonul Recey-sur-Ource este un canton din arondismentul Montbard, departamentul Côte-d'Or, regiunea Burgundia, Franța.

## Comune
| Comune                  | Populație (1999) | Cod poștal | Cod INSEE |
| ----------------------- | ---------------- | ---------- | --------- |
| Beneuvre                | 101              | 21290      | 21063     |
| Bure-les-Templiers      | 150              | 21290      | 21116     |
| Buxerolles              | 37               | 21290      | 21123     |
| Chambain                | 39               | 21290      | 21129     |
| Chaugey                 | 13               | 21290      | 21157     |
| Essarois                | 93               | 21290      | 21250     |
| Faverolles-lès-Lucey    | 22               | 21290      | 21262     |
| Gurgy-la-Ville          | 46               | 21290      | 21312     |
| Gurgy-le-Château        | 61               | 21290      | 21313     |
| Leuglay                 | 380              | 21290      | 21346     |
| Lucey                   | 61               | 21290      | 21359     |
| Menesble                | 11               | 21290      | 21402     |
| Montmoyen               | 103              | 21290      | 21438     |
| Recey-sur-Ource         | 431              | 21290      | 21519     |
| Saint-Broing-les-Moines | 181              | 21290      | 21543     |
| Terrefondrée            | 60               | 21290      | 21626     |
| Voulaines-les-Templiers | 386              | 21290      | 21717     |